# Kebun Raya Purwodadi
De Kebun Raya Purwodadi (letterlijk "Grote tuin van Purwodadi") is een hortus botanicus in Oost-Java - Indonesië.

## Geschiedenis
De tuin werd in 1941, nog juist in de koloniale tijd en voor de inval van de Japanners, gesticht door Dr. D.F. van Slooten en was bedoeld als proefstation en onderafdeling van de grote hortus in Buitenzorg (thans de Kebun Raya Bogor).
Vanaf 1954 werd de collectie gesystematiseerd en in perken verdeeld, vanaf 1980 volgde een gedeeltelijke herverdeling naar plantenfamilies.

## Ligging
De hortus is gelegen op de hellingen van de berg Arjuna, aan de weg tussen de Oost-Javaanse steden Malang en Soerabaja op een hoogte van 300 m, in het onderdistrict Purwodadi. Hij beslaat een oppervlakte van ca. 85 ha. Het terrein is deels vlak, deels golvend.

## Status en functie

### Status
De Kebun Raya Purwodadi is thans een van de vier botanische tuinen van Indonesië, die alle ressorteren onder het Indonesisch Instituut van Wetenschappen, afdeling Biologie. De belangrijkste hortus is Kebun Raya Bogor, de andere drie zijn daar onderafdelingen van. Naast de Kebun Raya Purwodadi zijn dat de Kebun Raya Cibodas op West-Java en de Kebun Raya Bali op Bedugul, Bali.
De botanische tuin is aangesloten bij Botanic Gardens Conservation International, een non-profitorganisatie die botanische tuinen samen wil brengen in een wereldwijd samenwerkend netwerk om te komen tot het behoud van de biodiversiteit van planten.

### Functie
Gelegen in een gebied waar per jaar gemiddeld 2366 mm regen valt en waar de temperatuur varieert van 22° tot 23° C, richt de tuin zich voornamelijk op de (tropische) flora van de droge laagvlakten, en dan vooral op planten van economisch en botanisch belang. Die flora wordt geïnventariseerd, onderzocht en geconserveerd.
Daarnaast heeft de tuin een educatieve en een recreatieve functie.